# Emily Henry
Emily Henry é uma autora norte-americana, mais conhecida pelos livros bestsellers do New York Times Romance de Verão, Doidos por Livros, Lugar Feliz, Pessoas que Conhecemos nas Férias e Uma Boa História.

## Biografia
Emily frequentou a Escola Secundária Lakota East High School em Cincinnati, Ohio, continuando os seus estudos na Hope College, onde tirou um curso de escrita criativa graças a uma bolsa, pois planeava estudar dança. Completou uma programa de escrita, agora extinto, na New York Center for Art & Media Studies, parte da Universidade de Bethel. Voltou para Cincinnati depois da faculdade; atualmente vive e trabalha em Cincinnati, mais precisamente na região de Kentucky. Desde 2016 que é escritora e revisora a tempo inteiro.

## Escrita
O seu primeiro livro para jovens adultos, The Love That Split the World, (não publicado em Portugal), foi publicado em janeiro de 2016. Depois de escrever vários do género, o primeiro livro para adultos, Beach Read, (em Portugal, Romance de Verão) foi publicado em 2020, sendo um sucesso.
Os livros de Henry foram mencionados em várias revistas e jornais, incluindo, BuzzFeed, The Oprah Magazine, Entertainment Weekly, The New York Times, The Skimm, e Shondaland.
Depois de Romance de Verão, Henry continuou a escrever livros para adultos. People We Meet on Vacation (em Portugal, Pessoas que Conhecemos nas Férias) foi publicado em 2021. Em outubro de 2022, foi anunciado que a Sony's 3000 Pictures iria produzir um filme baseado no livro, com o guião escrito por Yulin Kuang, com Brett Haley a realizar e Temple Hill a produzir. A 2 de agosto de 2024, foi anunciado que Tom Blythe (Balada dos Pássaros e Serpentes) e Emily Bader (My Lady Jane) iriam interpretar as persogens principais, Alex e Poppy.
A 5 de abril de 2023, foi aunciado que Kuang também iria escrever e realizar um filme baseado no livro Romance de Verão para a 20th Century.
Book Lovers (em Portugal, Doidos por Livros) foi publicado em 2022. A 28 de março de 2023, uma adaptação para filme foi anunciada pela produtora  Tango, com Sarah Heyward a escrever o guião.
Happy Place (em Portugal, Lugar Feliz) foi publicado em 2023. Em março de 2023, Henry tinha vendido mais de 2.4 milhões de cópias dos seus livros. Num artigo para a Vulture em 2023, Allison P. Davis descreveu os livros de Henry como "contendo elementos de comédia-romântica e ficção feminina, focando-se em temas como o respeito, e também o amor".
Funny Story (em Portugal, Uma Boa História) foi publicado em abril de 2024. Todos os livros para adultos de Henry foram escolhidos para adaptações no cinema.

## Prémios
- Vencedora do Goodreads Choice Awards 2021 - Melhor Romance, Pessoas que Conhecemos nas Férias[19]
- Vencedora do Goodreads Choice Awards 2022 - Melhor Romance, Doidos por Livros[20]
- Vencedora do Goodreads Choice Awards 2023 - Melhor Romance, Lugar Feliz[21]